# 올리버 E. 윌리엄슨
올리버 윌리엄슨(Oliver E. Williamson, 1932년 9월 27일 ~ 2020년 5월 21일)은 미국의 경제학자로, 버클리대학교 교수로 재직했다. 2009년 엘리노어 오스트롬과 함께 노벨 경제학상을 수상했다.

## 학력
- 1946년~1950년: 센트럴 고등학교 (졸업)
- 1950년~1955년: 매사추세츠 공과대학교 (학사)
- 1955년~1960년: 스탠퍼드 대학교 (석사)
- 1960년~1963년: 카네기 멜론 대학교 (박사)

## 같이 보기
- 기업이론
- 신제도경제학